# Vallerotonda
Vallerotonda är en ort och kommun i provinsen Frosinone i regionen Lazio i Italien. Kommunen hade 1 515 invånare (2018).